# Matteo Piccinni
Matteo Piccinni (Milano, 6 marzo 1986) è un calciatore italiano, difensore del Franciacorta.

## Carriera
Di origini pugliesi e sarde, debutta in Serie C1 a 18 anni con il Como.
"Sapevo che sarei sceso in campo perché in quel periodo il Como era in una situazione fallimentare, la squadra era relativamente giovane e 3-4 giocatori della Primavera, tra cui io, eravamo in pianta stabile in prima squadra.
È stata una gran bella emozione giocare la prima partita “da grande” e soprattutto arrivarci dopo aver fatto l’intera trafila del settore giovanile comasco dai 9 ai 18 anni."
Nel 2005 passa all'Udinese dove non debutta mai con la prima squadra.
Nel 2006 passa al Pizzighettone dove milita da titolare per una stagione in Serie C1.
"Mi ha colpito la passione, nonostante non fossero una tifoseria numerosa quanto altre piazze, e la loro genuinità."
L'anno successivo si trasferisce alla Massese dove gioca un'ulteriore annata in terza serie.
Nell'estate 2008 passa al Pisa dove debutta in Serie B, disputando 13 partite.
Nel 2009 passa all'AlbinoLeffe dove da allora gioca titolare in cadetteria. Nel 2010 viene riscattato dal club.
Nel 2012 la squadra seriana retrocede in Lega Pro e Piccinni passa al Padova, con la formula del prestito con diritto di riscatto, continuando così a giocare in Serie B.
Nella stagione 2013 ritorna all'Albinoleffe disputando il campionato di Lega Pro.
Al termine della stagione 2013/2014, non avendo rinnovato il suo contratto con l'Albinoleffe, da svincolato si accasa al Real Vicenza, squadra con la quale disputerà 33 partite di campionato (Lega Pro, girone A) e andando in rete per 3 volte.
Nell'estate 2015 viene ingaggiato dal Matera in Lega Pro, dove resta fino al 2017, anno in cui viene ingaggiato dal Gubbio. Qui indossa anche la fascia di capitano.
Lascia l'Umbria nell'estate 2019, quando si trasferisce al Bisceglie. Il 16 gennaio 2020 rescinde consensualmente il contratto. Dopo una breve esperienza in Svizzera tra le file del Chiasso, firma per il Franciacorta formazione militante in Serie D.